# MUI (локализация)
MUI — сокращение от «Multilingual User Interface» — технология Microsoft для локализации английских версий операционных систем. При этом появляется возможность использовать для каждой учётной записи свой язык интерфейса. То есть, установив на свой компьютер английскую версию системы и MUI, вы получите возможность выбирать язык, на котором выводятся меню, диалоги, справки, контекстные справки, системные сообщения и другие элементы интерфейса.
LIP — сокращение от «Language Interface Pack» — программный продукт, выпускаемый Microsoft, для упрощенной локализации систем (около 80 % элементов интерфейса). LIP имеет в своей основе технологию MUI.